# Compsocerop
El compsocerop (Compsocerops) és un gènere d'amfibi temnospòndil extint que va viure en el Triàsic superior en el que actualment és l'Índia.

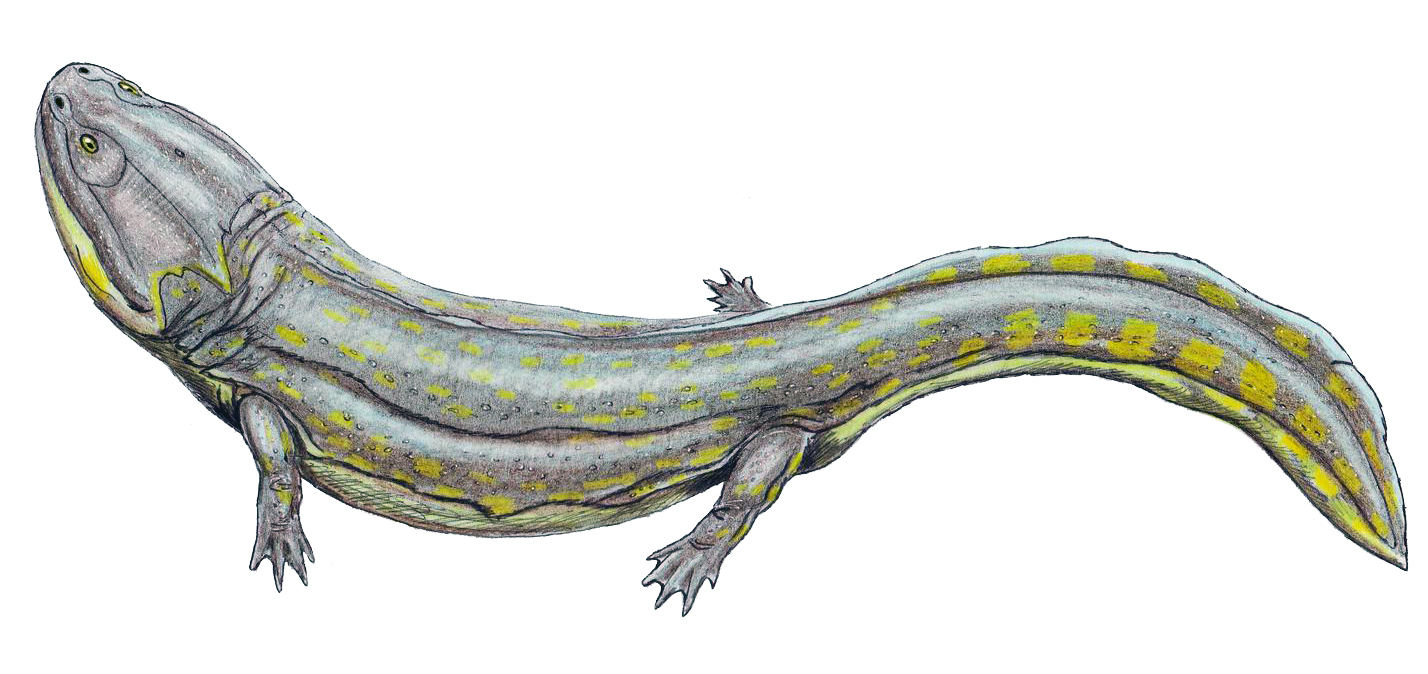
Compsocerops cosgriffi